# 1345 هـ
1345 هـ هي سنة في التقويم الهجري امتدت مقابلةً في التقويم الميلادي بين سنتي 1926 و1927.

## مواليد
- أحمد لمطروش
- جواد التبريزي
- حسن النجفي
- زاهر بن عواض الألمعي
- زكي داغستاني
- سلطان بن عبد العزيز آل سعود
- صلاح زيتون
- عبد الله المطوع
- عبد الملك بن عمر بن عبد اللطيف آل الشيخ
- عبد الله بن عبد الرحمن الغديان
- محمد تقي مصباح اليزدي
- محمد ناصر العبودي
- مشعل بن عبد العزيز آل سعود
- مناع بن خليل القطان
- ناصر مكارم الشيرازي
- إبراهيم خفاجي
- بدر الدين الحوثي
- حسن فقيه الإمامي
- خالد بن سعود بن عبد العزيز آل سعود
- سيدني برانر
- صادق الحسيني الروحاني
- عبد الرحمن حبنكة الميداني
- عبد المحسن بن عبد الله بن جلوي آل سعود
- علي الأحمدي الميانجي
- محمد بن عبد الله السبيل
- محمد حسين الحسيني الطهراني
- نجم الدين أربكان

## وفيات
- أبو القاسم الإشكوري
- أحمد محمود الفخري
- باتريك سيل
- عنايت خان
- غيرترود بيل
- كليمان هوارت
- ليون كايتاني
- محمد بن جعفر الكتاني
- محمد بوجندار
- محمد عفيفي الباجوري
- إلياس القدسي
- أحمد دهمان
- عبد الوهاب النائب
- محمد الخضري بك